# Ronald Ngala
Ronald Gideon Ngala, né en 1923 et mort le 12 décembre 1972, est un homme politique kényan. Il est le chef du parti politique du Kenya African Democratic Union (KADU) depuis sa création en 1960 jusqu'à sa dissolution en 1964 et son intégration dans l'Union nationale africaine du Kenya.

## Biographie

### Jeunesse
Ronald Ngala nait en 1922 à Gotani dans le pays Giriama. En 1929, la famille déménage à Vishakani près de Kaloleni (en), où il passera le reste de sa vie. Il fréquente l'Alliance High School et le Makerere University College, où il obtient un diplôme d'enseignant. Il travaille comme professeur dans la région côtière du Kenya, puis devient directeur de  la Mbale Secondary School, dans le comté de Taita-Taveta. En 1952, il est transféré à la Buxton School de Mombasa, dont il est le directeur.

### Carrière politique

#### Conseil législatif
Ronald Ngala commence sa carrière politique nationale, en étant élu pour représenter la circonscription de Coast Rural, au Conseil législatif (en), en 1957. À la suite de ces élections, Ngala, ainsi que Tom Mboya, Oginga Odinga, Lawrence Oguda, Masinde Muliro,Daniel arap Moi, Benard Mate et James Miumi forment l'African Elected Members Organisation (en français, Organisation des membres élus africains) (AEMO) et signent un communiqué de presse controversé déclarant nulle la « Constitution Lyttleton », sur laquelle ils avaient été élus.
L'une des déclarations de l'AEMO est qu'aucun des membres africains élus du conseil législatif n'occupera de poste ministériel. Cette crise constitutionnelle conduit à la première conférence de Lancaster House (en) en 1960, au cours de laquelle la délégation africaine cherche à obtenir une nouvelle constitution pour le Kenya. Lors de cette conférence, l'interdiction des partis politiques africains à l'échelle nationale est levée et la délégation africaine accepte de former l'Union nationale africaine du Kenya (KANU). Ronald Ngala est nommé au comité chargé de rédiger la constitution de la KANU et, lors d'une réunion tenue le 14 mai 1960 à Kiambu, il est élu trésorier du parti par contumace, ce qu'il refuse alors qu'il s'attendait à être nommé président. Daniel Moi refuse également le poste de président adjoint. Ils forment ensuite le Kenya African Democratic Union (KADU).

#### Union démocratique africaine du Kenya (KADU)
Après la formation de la KANU, un certain nombre de petits partis se forment pour représenter les intérêts des tribus minoritaires. Lors d'une réunion des dirigeants de ces partis tenue à Ngong le 25 juin 1960, l'Union démocratique africaine du Kenya (KADU) est créée avec Ngala comme chef de file, en opposition à la KANU. Lors des élections législatives de 1961, la KADU dirigée par Ngala remporte 11 sièges contre 19 pour la KANU, mais les dirigeants de la KANU refusent de former un gouvernement tant que Jomo Kenyatta n'est pas libéré de son assignation à résidence.
La KADU, dirigée par Ngala, accepte de former un gouvernement et Ngala devient chef des affaires gouvernementales, puis ministre principal. Jomo Kenyatta est libéré de son assignation à résidence plus tard en 1961 et devient président de la KANU. Sous la direction de Kenyatta, la KANU remporte 83 des 129 sièges de l'assemblée nationale lors des élections de 1963. Le 12 novembre 1964, six membres importants de la KADU passent à la KANU. Les dirigeants de la KADU, dont Ronald Ngala, Masinda Muliro et Daniel Arap Moi, décident de dissoudre la KADU et de rejoindre la KANU.

#### Après l'indépendance du Kenya de 1963
Ronald Ngala est nommé ministre des Coopératives et des Services sociaux dans le gouvernement Kenyatta. Il devient ensuite l'un des vice-présidents de la KANU lors de la conférence de Limuru en 1966, au cours de laquelle Oginga Odinga est exclu de la KANU.
Ngala reste actif au sein du gouvernement jusqu'à sa mort dans un accident de la route en 1972. Les circonstances de la mort de Ngala en 1972 sont suspectes, mais personne n'est arrêté ou inculpé, et il n'y a pas d'enquête,. 

### Vie privée
Il épouse Esther Mwenda Ngala, avec qui il a douze enfants, dont Noah Katana Ngala, ancien ministre entre 1979 et 2002,.